# Zinovi Zinik
Zinovi Zinik, (russe : Зиновий Зиник), né Zinovij Efimovitch Gluzberg le 16 juin 1945 à Moscou, est un romancier, nouvelliste, essayiste, journaliste, critique littéraire et animateur radiophonique britannique originaire de Russie soviétique.

## Biographie
Issu d'une famille juive bien intégrée à la société soviétique, Zinik fait d'abord des études artistiques dans l'une des écoles d'art de Moscou, puis des études de topologie géométrique à l'université d'État de Moscou. Il fréquente aussi une école de critique dramaturgique dirigée par le magazine de théâtre moscovite Teatr .
Au début des années 1960, Zinik devient un ami proche en même temps qu'un associé de l'artiste conceptuel Alexandre Melamid. Dans ses premiers écrits, Zinik est influencé par ses amis et mentors plus âgés, l'artiste postal et critique dramaturgique Alexander Asarkan (1930-2004) et l’écrivain Pavel Ulitin (en) (1918-1986), qui utilise la technique du cut-up dans sa prose avant-gardiste.
En 1975, il émigre à l'Ouest, d’abord en Israël, où pendant un an, il dirige une troupe théâtrale estudiantine à l'université hébraïque de Jérusalem. Puis en 1976, il est invité à contribuer à la radio BBC et à partir de 1977, il vit et travaille en permanence à Londres, écrivant aussi bien en anglais que dans sa langue maternelle, le russe. Il est naturalisé britannique en 1988, ayant été immédiatement déchu de sa citoyenneté soviétique dès son départ d'URSS.
Zinik fait partie des premiers auteurs russes de sa génération à choisir de décrire la vie de ses compatriotes hors d'Union Soviétique. Les ambiguïtés de l'existence des émigrés, la dislocation culturelle, l'éloignement et la nature évanescente de la mémoire sont devenus non seulement le sujet principal de la prose de Zinik, qui comprend des romans, des nouvelles, des essais, des conférences et des émissions de radio, mais aussi son «dispositif littéraire». Ses dix-huit livres en prose publiés depuis son départ de Russie s'attardent sur la double existence d'immigrants bilingues, de convertis religieux, d'exilés politiques et de parias – des habitués de Soho (Mind the Door, 2001) à la secte des musulmans juifs d'Istanbul (Yarmulkes under the Turbans, 2018).
Les écrits de Zinik sont publiés initialement dans des périodiques d’émigrés russes tels que Vremia I Mi (Le temps et nous) et Syntaxis. Ses premiers romans, - Une Personne déplacée, Une Niche au Panthéon et Service Russe - sont publiés pour la première fois en traductions du russe au français chez Albin Michel à Paris au début des années 1980. Par la suite ses œuvres ont été traduites en néerlandais, hébreu, polonais, hongrois, bulgare, allemand, lituanien et estonien. Son roman comique Russian Service (1983) sur un animateur de radio émigré, effrayé par les parapluies empoisonnés, ainsi que nombre de ses nouvelles ont été adaptés pour la radio ; son roman The Mushroom Picker (Le Cueilleur de champignons) a été adapté en film par BBC TV en 1993. Son court opéra comique Here Comes the Tiger (Le Tigre arrive) a été mis en scène en 1999 par le Lyric Hammersmith Theatre de Londres. Le récit dramatique de Zinik, My Father's Leg, (La Jambe de mon père) a été commandé et diffusé par BBC Radio 3 en 2005, puis publié sous forme de roman en russe dans le magazine Ural.
Parmi les œuvres ultérieures de Zinik, ses deux recueils d'histoires comiques en russe sur sa vie en Angleterre At Home Abroad (2007) et Letters from the Third Shore (2008), et son recueil d'essais Emigration as a Literary Device (2011), ont été publiés. à Moscou. Son récit autobiographique History Thieves (2010) parle du grand-père de Zinik à Berlin et de l'ambiguïté de nos racines ethniques. Le recueil de prose en russe de Zinik, Third Jerusalem (2013), est consacré aux liens entre Jérusalem et Moscou dans les années 1970. Son roman gothique comique Sounds Familiar or The Beast of Artek (2016) - sur la manipulation des monstres et des peurs de notre enfance - se déroule à Londres. Un roman expérimental The Orgone Box (2017), plein d'allusions à la vie du penseur marxiste freudien Wilhelm Reich est écrit dans un russe anglicisé. Le livre A Yarmulke under the Turban (2018) raconte les voyages de Zinik à travers la Turquie retraçant les pas du messie juif autoproclamé Shabtai Zvi qui s'est converti à l'islam en 1666. Ce livre est sélectionné pour le New Writing Prize [Novaya Slovesnost'] à Moscou en 2018. Dans les années 1990, deux des romans de Zinik ont été sélectionnés pour le prix russe Booker.
Zinik a enseigné l'écriture créative à l'université hébraïque de Jérusalem,  à l'université Wesleyenne, à l'université de Denver et à l'université Columbia Il intervient régulièrement à la radio sur la BBC, et contribue au Times Literary Supplement et à d'autres périodiques. Jusqu'en 2011, Zinik était rédacteur en chef indépendant et présentateur de sa West End Radio Review pour le BBC World Service en russe et jusqu'en 2018, rédacteur en chef britannique du trimestriel satirique Artenol de New York.

## Œuvres

### Romans et nouvelles
- Une personne Déplacée [« Перемещенное лицо (Tel-Aviv, 1977) »]  (trad. du russe par Annie Sabatier et Antoine Pingaud), Paris, Albin Michel, coll. « Les Grandes Traductions, domaine russe »,‎ 1980, 364 p.
- Service Russe (Albin-Michel, Paris, 1984) [(ru) Русская служба, Russkaya Sloujba (Aleksia, Paris, 1983, Moscou, 1993)][4]
- (en) The Mushroom Picker (Le Cueilleur de champignons), Londres, 1987 [(ru) Руссофобка и фунгофил (Londres, 1986, Moscou, 1991)]
- Лорд и егерь (Moscou, 1991), Le Seigneur et le garde-chasse, (Londres 1991);
- Встреча с оригиналом (Une rencontre avec l'original, Moscou, 1998) ;
- Нога моего отца ( My Father's Leg, Ekaterinbourg, 2005), (basé sur l'émission originale en anglais par BBC Radio 3, Londres, 2005);
- Письма с третьего берега ( Lettres de la troisième rive, 2008) ;
- History Thieves (Les Voleurs d'Histoire) (Londres, 2010);
- Sounds Familiar or the Beast of Artek (Londres, 2016);
- Ящик оргона ( La Boîte Orgone, 2017);
- Ермолка под тюрбаном (Une kippa sous le turban, Moscou, 2018).

### Collections de fiction et de non-fiction
- Русская служба и другие истории (Service russe et autres histoires, Moscou, 1993) ;
- Billet aller simple (New York, 1995);
- Attention aux portes (New York, 2001);
- У себя за границей ( At Home Abroad, Moscou, 2007) ;
- Эмиграция как литературный прием (L'émigration comme dispositif littéraire, Moscou, 2011) ;
- Третий Иерусалим ( Troisième Jérusalem, Moscou, 2013) ;
- Нога моего отца и другие реликвии (La jambe de mon père et autres reliques, Moscou, 2020) ;
- Нет причины для тревоги (No Cause for Alarm, Moscou, 2022).

### Essais et nouvelles
Zinik a écrit plusieurs essais et nouvelles en russe qui ont été publiés dans diverses revues et publications.